# Santuario del Mazzucco
(Dizionario geografico storico-statistico-commerciale degli stati di S. M. il Re di Sardegna, Goffredo Casalis, ed.Forni, 1840, vol. 6 pag. 343)
Il santuario del Mazzucco è un luogo di culto intitolato a sant'Anna, ma nel quale si venerano anche la Madonna e San Bernardo.
Assieme al santuario di Banchette (Bioglio) e a quelli di Nostra Signora della Brughiera (Trivero) e della Brugarola (Ailoche), fa parte del gruppo di santuari minori del biellese che si snodano lungo gli itinerari escursionistico-devozionali CoEUR e Cammino di San Carlo.

## Caratteristiche

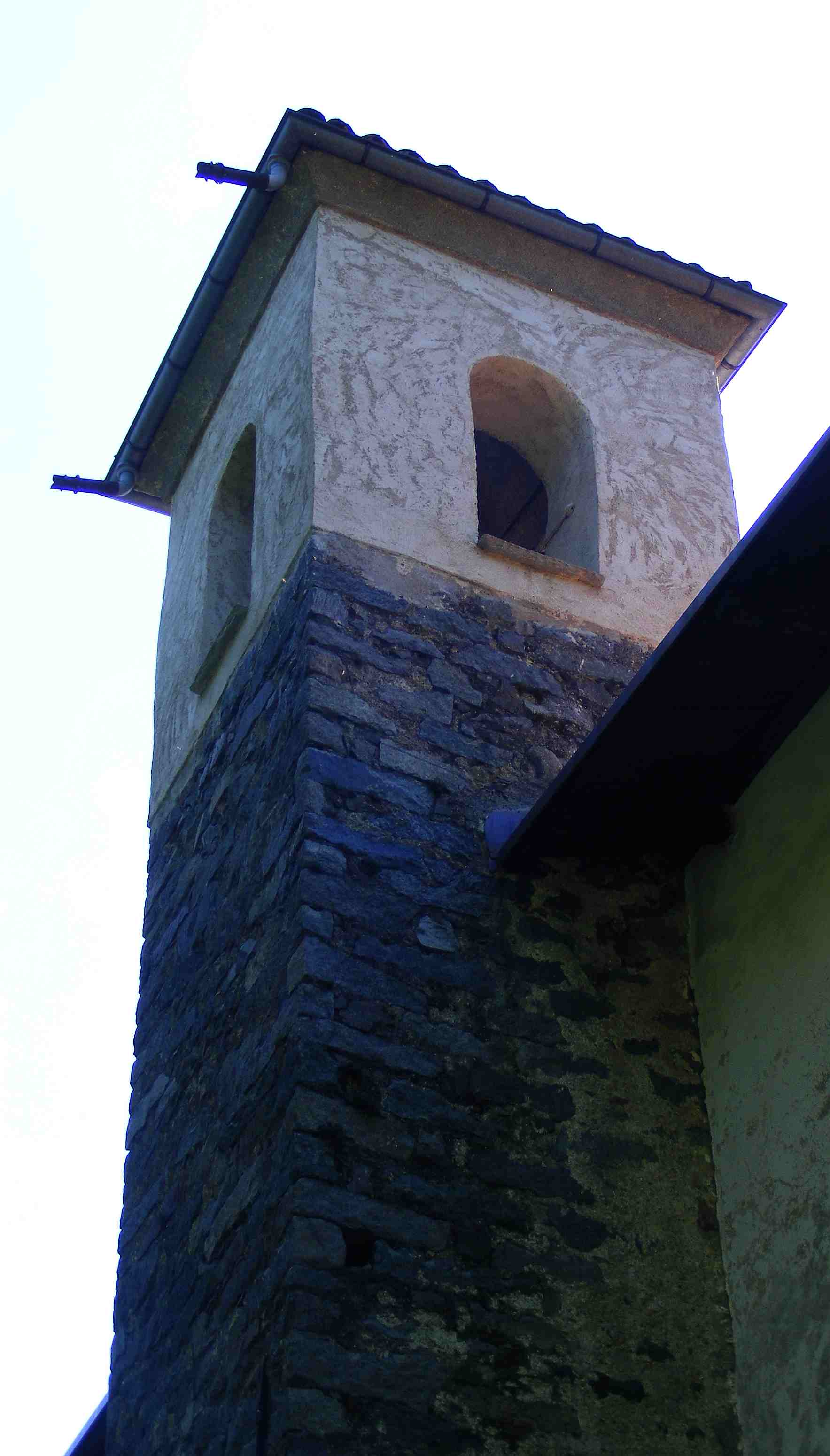
Il piccolo campanile

Il santuario è situato in una faggeta a 919 metri s.l.m. nel territorio del comune di Camandona, in provincia di Biella.
L'edificio è una massiccia costruzione rettangolare ad una navata con un piccolo campanile, costruito nel 1662. Nel Settecento fu aggiunto un porticato chiuso addossato alla facciata, sopra il quale fu allestita l'abitazione dell'eremita. La struttura fu ancora modificata e ampliata nell'Ottocento e nel Novecento.
L'altare maggiore è sovrastato da una icona dipinta da Carlo Sogno nel 1900 che rappresenta sant'Anna; sempre all'interno sono presenti interessanti decorazioni realizzate attorno al 1870 che si devono, in parte, al pittore Antonio Ciancia di Caprile. La facciata è invece ornata da un affresco recente (1988), che rappresenta la Madonna con Gesù Bambino.
Fin dal suo sorgere questo piccolo Santuario alpestre fu curato da eremiti, che qui abitarono da metà Seicento al 1901, anno in cui morì Giacomo Carlo Giuseppe Gallo di Tavigliano.
L'area adiacente è ombreggiata da grandi faggi e sono stati posizionate alcune panchine e giochi per bambini; davanti alla facciata sgorga una fontana.
A breve distanza dal santuario transita un'importante via per la transumanza che consente agli allevatori del Biellese centrale di raggiungere i pascoli estivi dell'alta Valsessera.

## Accesso
Il santuario è raggiungibile da Camandona per sentiero o per una strada asfaltata che, dopo aver attraversato la frazione Mino, passa a poche decine di metri dall'edificio religioso; un sentiero sale anche dalla vicina frazione Guelpa.